# Brajan Gruda
Brajan Gruda (Speyer, 31 mei 2004) is een Duits-Albanees voetballer die doorgaans speelt als vleugelspeler. In augustus 2024 verruilde hij Mainz 05 voor Brighton & Hove Albion.

## Clubcarrière
Gruda speelde in de jeugd van FV Speyer en werd in 2015 opgenomen in de opleiding van Karlsruher SC. Drie jaar later nam Mainz 05 hem over. Bij die club tekende hij in november 2022 zijn eerste professionele contract. Twee maanden later, op 25 januari 2023, maakte de vleugelaanvaller zijn professionele debuut, toen in de Bundesliga gespeeld werd tegen Borussia Dortmund. Lee Jae-sung zette Mainz op voorsprong, maar door doelpunten van Julian Ryerson en Giovanni Reyna won Dortmund het duel met 1–2. Gruda moest van coach Bo Svensson op de reservebank beginnen en hij mocht een minuut voor het einde van de reguliere speeltijd invallen voor Aymen Barkok. Later dat seizoen speelde hij nog een keer mee als invaller, maar vanaf het seizoen 2023/24 kwam hij vaker in actie. Zijn eerste doelpunt maakte Gruda op 6 oktober 2023. Op bezoek bij Borussia Mönchengladbach tekende hij voor de gelijkmaker nadat Florian Neuhaus de score had geopend. Via een treffer van Barkok en een tegendoelpunt van Joe Scally eindigde de wedstrijd in 2–2.
Mainz ontliep op de laatste speeldag van het seizoen 2023/24 degradatie door met 3–1 te winnen van VfL Wolfsburg. Tijdens deze wedstrijd was Gruda goed voor een doelpunt en een assist. In augustus 2024 verkaste de vleugelspeler voor een bedrag van circa dertig miljoen euro naar Brighton & Hove Albion. Bij die club zette hij zijn handtekening onder een verbintenis voor de duur van vier seizoenen.

## Clubstatistieken
| Seizoen | Club                   | Competitie     | Competitie | Competitie | Beker | Beker | Internationaal | Internationaal | Totaal | Totaal |
| Seizoen | Club                   | Competitie     | Wed.       | Dlp.       | Wed.  | Dlp.  | Wed.           | Dlp.           | Wed.   | Dlp.   |
| ------- | ---------------------- | -------------- | ---------- | ---------- | ----- | ----- | -------------- | -------------- | ------ | ------ |
| 2022/23 | Mainz 05               | Bundesliga     | 2          | 0          | 0     | 0     | —              | —              | 2      | 0      |
| 2023/24 | Mainz 05               | Bundesliga     | 28         | 4          | 1     | 0     | —              | —              | 29     | 4      |
| 2024/25 | Brighton & Hove Albion | Premier League | 0          | 0          | 0     | 0     | —              | —              | 0      | 0      |
| Totaal  | Totaal                 | Totaal         | 30         | 4          | 1     | 0     | 0              | 0              | 31     | 4      |

Bijgewerkt op 16 augustus 2024.

## Interlandcarrière
In mei 2024 werd Gruda samen met Rocco Reitz door bondscoach Julian Nagelsmann opgeroepen voor een trainingsstage van het Duits voetbalelftal als voorbereiding op het EK 2024 aangezien diverse A-internationals nog niet bij de nationale ploeg waren aangesloten. Vanwege spierproblemen verliet Gruda het trainingskamp voortijdig.